# Ţ
Ţ, ţ (T с седилью) — буква расширенной латиницы, 26-я буква гагаузского алфавита.

## Использование
В гагаузском обозначает звук [t͡s].
Также используется в языках мандьяк и манканья для обозначения звука [ʈ].
Может использоваться в кабильском языке для обозначения звука [t͡s], хотя Национальный институт восточных языков и культур предписывает использовать для него ss или tt, в зависимости от этимологии.